# Passion Noire
Passion Noire (frz. „dunkle Leidenschaft“) war eine Gitarren-Wave-Formation, die 1990 in Köln gegründet wurde. Sie bestand bis zum Ende der 1990er Jahre aus den Mitgliedern Ulrike Haas (Gesang), Bernd Neumann (Gitarre) und Peter Hennecken (Bass, Keyboard).

## Geschichte
Ulrike Haas, die als Musikjournalistin bei der Kölner Stadtzeitung arbeitete, hielt bereits vor der Gründung im Jahre 1990 Kontakt zu den Mitgliedern Bernd Neumann und Peter Hennecken. Die beiden Letzteren spielten zuvor in der Band „Raiding Party“, deren Sängerin allerdings nach einiger Zeit das Handtuch warf. An ihre Stelle trat Ulrike Haas, die insbesondere durch ihre tiefe Stimmlage auffiel.
1992 erschien das Debüt As Time Goes By. Von diesem Album wurde der Titel Sister Moon als limitierte 7-Zoll-Single ausgekoppelt. Es war der bekannteste Track, der den Weg auf mehrere Kompilationen fand und die Band auch im Ausland (z. B. Frankreich) namhaft machte.
Nach den darauf folgenden Veröffentlichungen wurde es ab Mitte der 1990er Jahre sehr ruhig um das Musikprojekt. 1997 erschienen die beiden Tracks Agony und Merry Goes Round als letzte Lebenszeichen. Eine offizielle Auflösung ist jedoch nicht bekannt.

## Besonderheiten
Bis auf die beiden Singles Smell of Spring und Sister Moon veröffentlichte Passion Noire ausschließlich Alben in Form von EPs. Dies taten sie aufgrund der Ansicht, dass viele Musiker ihre Vollzeitalben mit Füllmaterial, statt mit guten Songs bestückten.
Das Album As Time Goes By existiert insgesamt in 3 Editionen:
1. graues Cover mit der Aufschrift Passion Noire in Großbuchstaben (1992)
2. graues Cover mit einer Naturaufnahme (Waldsee) und Schriftzug in grauer Farbe (1997)
3. farbiges Cover mit derselben Naturaufnahme (Waldsee) und Schriftzug in gelber Farbe (200?)

## Diskografie
- 1991: Smell of Spring (12″, Dion Fortune Records)
- 1992: As Time Goes By (CD, Dion Fortune Records)
- 1992: Sister Moon (7″, Dion Fortune Records, limitiert auf 200 Kopien)
- 1993: Trip to Your Soul (CD, Dark Star)
- 1994: Eternity (CD, Dark Star)
- 1995: Between Pleasure and Pain (CD, Dark Star, mit neu eingespielten Titeln des Debüts)
- 1995: More (CD, Dion Fortune Records)
- 1997: As Time Goes By (CD, Dion Fortune Records, erste Wiederveröffentlichung)
- 1997: Agony / Merry Goes Round (CD, Dion Fortune Records, auf der Kompilation 2222 Tage Dion Fortune Records)
- 200?: As Time Goes By (CD, Dion Fortune Records, zweite Wiederveröffentlichung)